# Síndrome d'irradiació aguda

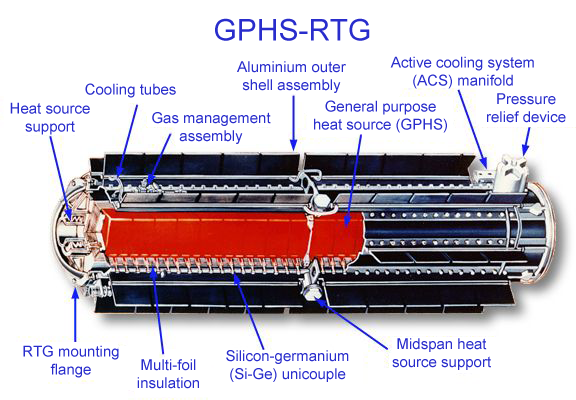
En 2001-2002, a Geòrgia, va haver tres persones que van patir la síndrome a causa del robatori d'estronci radioactiu d'un generador termoelèctric de radioisòtops.

La síndrome per irradiació aguda (SIA), més coneguda popularment com a enverinament per radiació, és una col·lecció d'efectes sobre la salut ocasionats per una exposició als teixits biològics d'un organisme per una font de radiacions ionitzants extremadament intenses, en un curt període. La SIA difereix de la síndrome per irradiació crònica, que es produeix després d'exposicions perllongades a dosis de radiació relativament baixes.
La SIA implica una dosi total superior a 0,7 Gy (70 rad), que generalment es produeix des d'una font fora del cos, lliurada en pocs minuts. Les fonts d’aquesta radiació es poden produir de manera accidental o intencionada. Poden implicar reactors nuclears, ciclotrons i certs dispositius utilitzats en la teràpia contra el càncer. Les cèl·lules més afectades són generalment aquelles que es divideixen ràpidament. A dosis elevades, això provoca danys a l'ADN que poden ser irreparables. El diagnòstic es basa en un historial d’exposició i símptomes. L'hemograma pot indicar la gravetat de l'exposició.
Els efectes de la radiotoxicitat es van començar a conèixer des de temps de Marie Curie però la síndrome per irradiació aguda no es va començar a estudiar fins a l'esclat de les bombes atòmiques d'Hiroshima i Nagasaki durant la Segona Guerra Mundial. Avui se sap que per a dosis baixes, de menys de 20 Gy, aquesta síndrome consta de tres fases. La primera fase, que dura d'uns minuts a unes hores, es caracteritza per una simptomatologia més aviat benigna, que pot incloure manca de gana, nàusees, vòmits, diarrea o envermelliment de la pell. La segueix una fase de latència, que dura d'unes hores a unes setmanes, menys temps com més intensa hagi estat l'exposició, a la qual els primers símptomes desapareixen. Finalment, a la darrera fase, apareixen nous símptomes en general molt més perillosos i que poden ser molt variats, incloent-hi greus problemes cutanis, respiratoris, gastrointestinals, vasculars i cerebrals que poden portar a la mort. Per a dosis majors, en canvi, hi ha una sola fase, d'uns minuts a unes hores de durada, que consta de desorientació, manca de coordinació de moviments, convulsions, coma i acaba amb la mort.
El tractament de la SIA és generalment un tractament simptomàtic. Això pot incloure transfusions de sang, antibiòtics, factor estimulant de colònies o trasplantament de cèl·lules mare. S’ha d’eliminar el material radioactiu que quedi a la pell o a l'estómac. Si es va inhalar o ingerir radioiode, es recomana iodur de potassi. Complicacions com la leucèmia i altres càncers entre els que sobreviuen es gestionen de forma habitual. Els resultats a curt termini depenen de la dosi d'exposició.
El nombre oficial de morts al món causades per aquesta síndrome, a banda dels milers de casos a conseqüència de la irradiació de les bombes d'Hiroshima i Nagasaki, des de 1945 fins a 2004 és de cent vuitanta. D'aquests, consten vint-i-vuit a causa de l'accident de Txernòbil, incloent-hi els liquidadors, segons l'Agència Internacional de l'Energia Atòmica. En 2006 l'assassinat per enverinament de l'espia Aleksandr Litvinenko va sumar un nou cas. Els malalts i morts a causa d'aquesta síndrome a conseqüència de les radiacions de l'accident de Fukushima de 2011 encara no estan comptabilitzats.

## Tipus de SIA
- Síndrome Hematopoètic: Es presenta quan es rep una dosi de 0,7 a 1 Gy. Aquesta síndrome consisteix en la pèrdua de cèl·lules sanguínies a causa del dany al moll de l’os. A l'etapa prodròmica manifesta nàusea, anorèxia i vòmit. A l'etapa latent es van morint les cèl·lules mare de la medul·la òssia, encara que sembla que el pacient s’estigui recuperant. Després es manifesta febre, anorèxia, malestar. I principalment causa la pèrdua de cèl·lules sanguínies que comporta anèmia per falta d’eritròcits, infeccions per la falta de leucòcits i sagnat per la falta de plaquetes. Les hemorràgies i les infeccions són la principal causa de mort. Normalment es moren uns mesos després de l'exposició. Si la dosi és de 1 a 2 Gy s’estima que hi ha una mortalitat del 0 al 5% però per recuperar-se del tot calen des d’uns mesos fins a un parell d’anys.

- Síndrome Gastrointestinal: Es presenta amb dosis d’uns 6 fins a uns 30 Gy. Aquesta fa que malfuncioni el sistema digestiu. La fase prodròmica es manifesta nàusea greu, vòmit, diarrea, dura 2 dies. A la fase latent es van morint les cèl·lules que recobreixen el tram digestiu i la medul·la òssia, encara que el pacient sembla estar bé, aquesta fase dura una setmana. Després quan es torna a manifestar presenta malestar, anorèxia, greu diarrea, febre, deshidratació i desequilibri electrolític. Això causa infeccions i danys destructius i irreparables en el sistema digestiu i la medul·la òssia. Amb aquesta síndrome és molt difícil sobreviure sense un trasplantament de medul·la i tractament especial. Sol causar la mort dos setmanes després de l'exposició.

- Síndrome Neurovascular: Es presenta amb dosis major a 30 Gy. La fase prodròmica es presenta en qüestió de minuts de l'exposició. El pacient manifestarà nerviositat extrema, confusió, vòmit, nàusea greu, diarrea, desmais i sensació de cremada a la pell. A l'etapa latent el pacient pot tornar a tenir funcionalitat parcial però sol durar menys d’una hora. La malaltia després es manifesta amb convulsions, coma i torna la diarrea. Es creu que amb una dosi com aquesta de radiació és impossible recuperar-se. Els pacients es moriran en menys de 48 hores des de l'exposició amb un 100% de mortalitat.

## Cultura popular

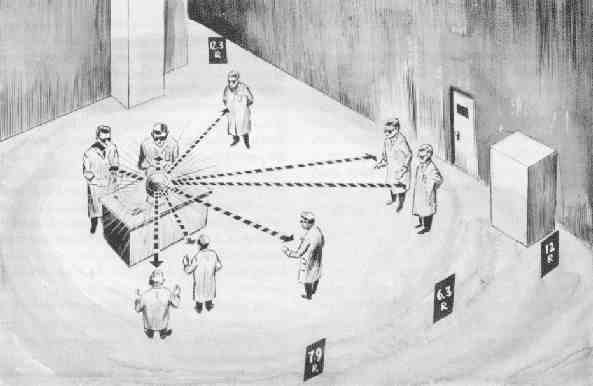
Croquis per al càlcul de la dosi de radiacions rebuda per cada persona a l'accident científic que va ocórrer el 1946 al laboratori nacional de Los Alamos. Un físic present va morir a causa de l'enverinament produït per les radiacions.

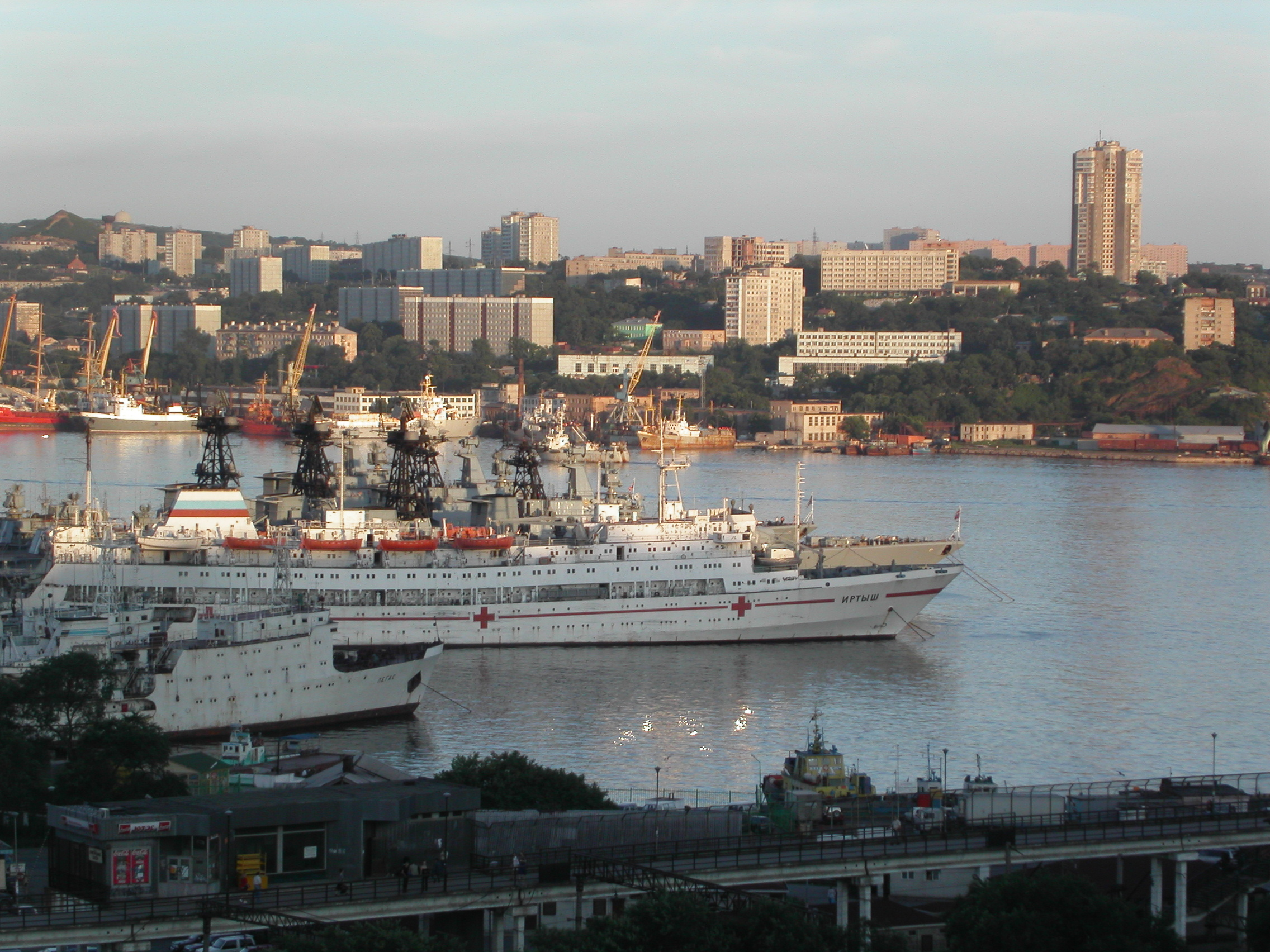
Badia de Vladivostok, a la qual el submarí nuclear K-314 va patir un accident mentre repostava combustible el 1985. Com a conseqüència quaranta-nou persones van patir la síndrome per irradiació aguda.

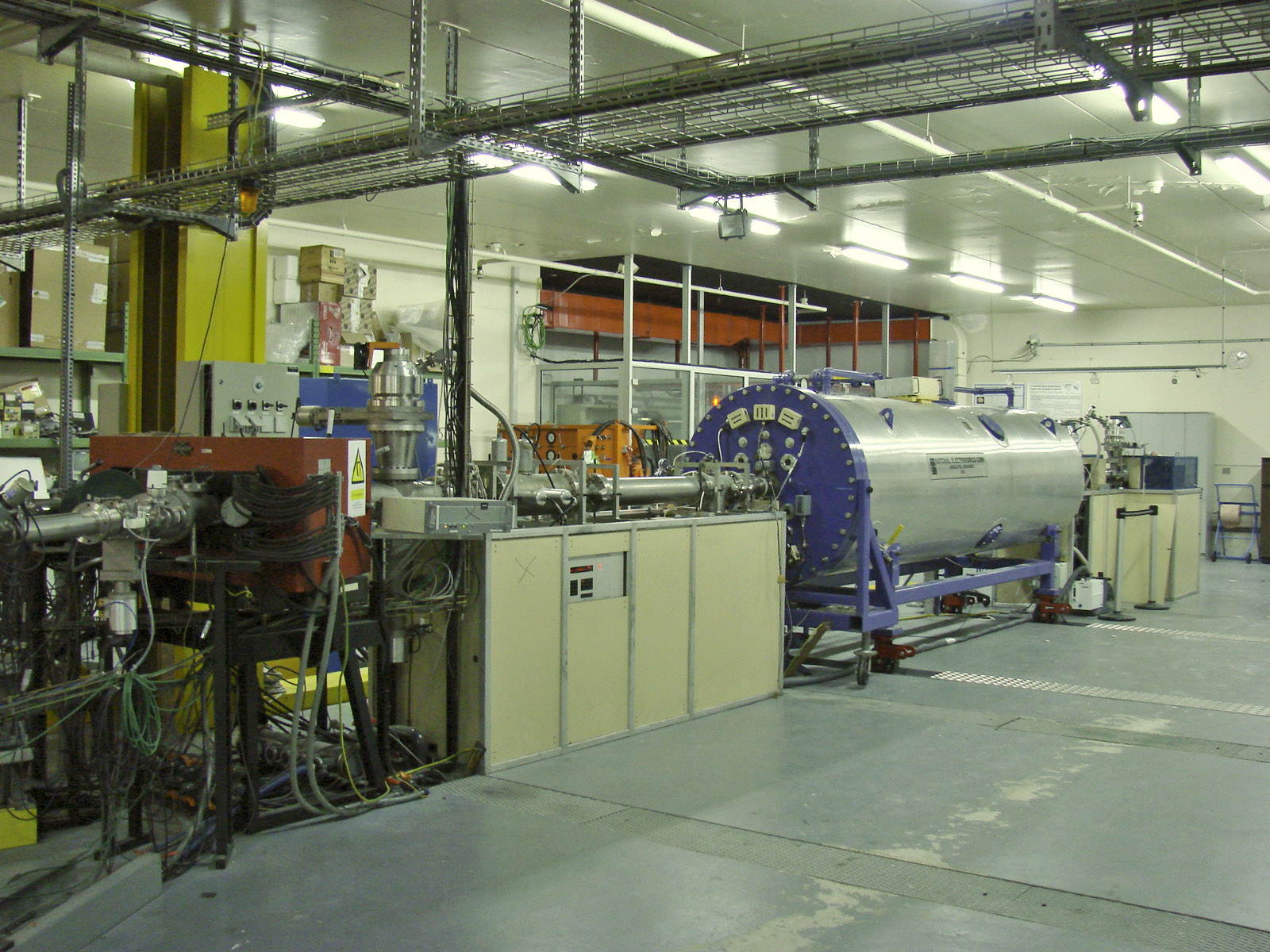
En 1991, a Forbach, un treballador va la síndrome després de ser exposat a les radiacions accidentalment emeses per un accelerador de partícules per negligència de l'empresari.

L'enverinament per radiació i l'extrema radiotoxicitat han inspirat nombroses obres de ciència-ficció i altres gèneres al món de còmic, dels videojocs, la televisió, el cinema, la literatura, etc., de vegades tractats de manera realista i d'altres menys, com a element important a la trama o bé de passada. Alguns exemples en són:
- Dr. House: un capítol d'aquesta sèrie de televisió està centrat en un malalt que pateix la síndrome d'irradiació aguda amb una greu immunodeficiència.
- When the wind blows, un còmic de Raymond Briggs en el que una parella està exposada als efectes d'una guerra nuclear. La segona part tracta principalment dels efectes de la intensa radiació i de la interpretació dels símptomes com un xoc postraumàtic.
- Battlestar Galactica és una sèrie de televisió ambientada en un futur imaginat en el qual els humans han d'injectar-se productes antirradiacions per a poder sobreviure al planeta després d'una guerra nuclear.
- Stargate SG-1, una sèrie de televisió a la que el personatge Daniel Jackson, després d'haver estat exposat a una elevada radioactivitat en desactivar una bomba nuclear, torna al seu planeta per a morir de la síndrome d'irradiació aguda.
- Fallout i Fallout 2, videojocs inspirats en un joc de rol. La trama se situa després d'una guerra nuclear i els jugadors han de saber gestionar el nivell d'irradiació que reben els personatges, que poden morir si n'assoleixen un massa elevat.
- The Sum of All Fears, novel·la de Tom Clancy publicada en 1992 a la qual un home descobreix una bomba atòmica i posteriorment mor de síndrome d'irradiació aguda. En 2002 es va estrenar al cinema una pel·lícula epònima basada en la novel·la.
- Cartes d'un home mort, pel·lícula de Konstantin Lopouchanski estrenada en 1986, el mateix any de l'accident de Txernòbil, que descriu un món post-apocalíptic al qual els personatges van morint per la síndrome d'irradiació aguda.
- Silkwood és una pel·lícula de Mike Nichols estrenada en 1983 que narra la història real de Karen Silkwood, una treballadora en el sector de la metal·lúrgia que volia denunciar actes delictius a la fàbrica de plutoni on treballava i que va ser torturada, enverinada amb radiacions i probablement assassinada perquè no ho fes.
- Star Trek VIII: First Contact, pel·lícula ambientada en un holocaust nuclear després de la tercera guerra mundial on algunes persones s'enfronten a les conseqüències post-atòmiques, incloent-hi el risc de contraure la síndrome d'irradiació aguda. síndrome d'irradiació aguda.
- Star Trek: l'enverinament per radiació és un tema recurrent en aquest univers de ciència-ficció format per sèries de televisió, pel·lícules, llibres i videojocs.